# Hoinkes Peak
Hoinkes Peak är en bergstopp i Antarktis. Den ligger i Västantarktis. Chile gör anspråk på området. Toppen på Hoinkes Peak är 1 840 meter över havet, eller 243 meter över den omgivande terrängen. Bredden vid basen är 1,3 km.
Terrängen runt Hoinkes Peak är huvudsakligen lite bergig.  Trakten är obefolkad. Det finns inga samhällen i närheten. 